# 泰国历史
泰國历史一般是指现代泰国领土上发生的历史。

## 史前時期

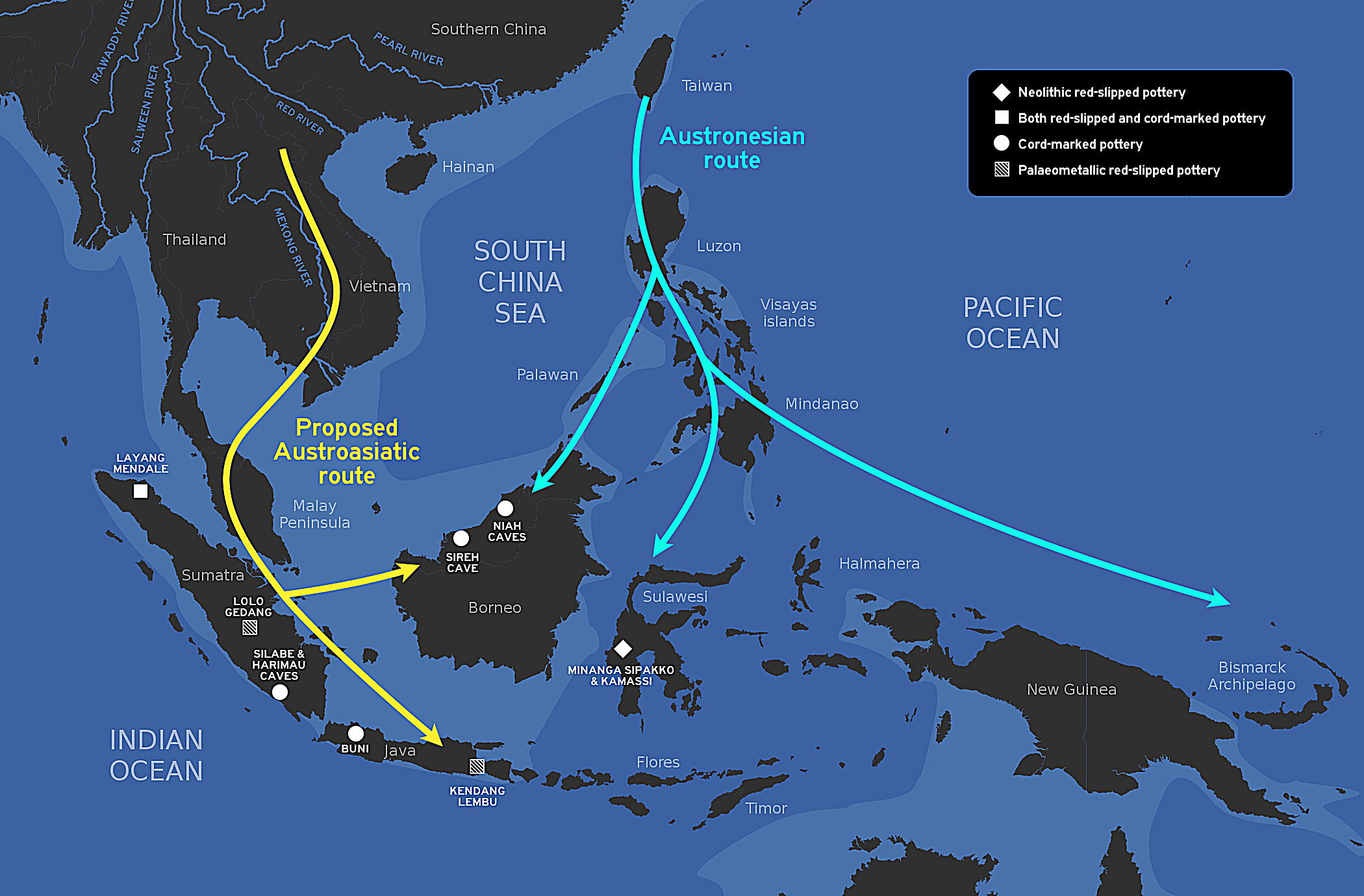
根據考古研究與基因研究，推測在新石器時代，南亞語系人群從華南進入東南亞，黃色路線是南亞語系人群的遷徙路線，他們是孟族與高棉族的祖先。

泰傣民族(壯侗語系)在距今一千到兩千年前，從廣西遷入中南半島的路徑。

泰国的南部曾發現五十萬年至一百萬年前的舊石器時代文物。泰國北部有南邦人化石出土，而一萬年前的巖畫在泰國也有發現。
泰國距今一萬八千年前到三千年前的石器遺址，一般被歸類為和平文化類型，他們代表了東南亞狩獵採集時代的人群，東南亞矮黑人即是他們的後代。
約在西元前兩千年，南亞語系人群從華南進入包含現在泰國在內的中南半島，帶來了稻作技術，與更早的和平文化狩獵採集者融合，他們是孟族與高棉人的祖先，與現代泰國人也有密切的遺傳關係。
距今四千年前，泰国已有青铜器文明班清文化。2018年最新研究，發現班清文化人群在基因上，與南亞語系人群有關。推測班清文化是由來自中國南方的南亞語系人群建立的。
6世紀末到10世紀末，泰國境內已有一些孟族或高棉族建立的王國，大約也是在同年代，泰傣民族從廣西遷入中南半島，進入越南至印度阿萨姆等中南半島北部地區。根據語言學研究，比較壯語與泰語的差異，與泰語中的漢語借詞， Pittayawat Pittayaporn (2014)推測泰傣民族約在八世紀到十世紀時與廣西壯族分離，從廣西遷入中南半島。 

## 羅渦國
羅渦國（Lavo）的歷史是泰國歷史上極其重要的一段，與孟族或高棉族有關。該城邦國大致建立在以今天的華富里為中心的地域。其歷史可回溯到三千五百多年前的冶煉青銅時代。
該時期深受印度文化的影響，後來在被稱為陀羅缽地的年代開始登上歷史的舞台。自從該時期，羅渦為吉蔑人（高棉人）所統治，所以大量文化遺址都是高棉式的，一般將十五世紀稱作泰國歷史上的華富里時代，可見其重要意義。
最終大城王國建立，羅渦不再佔主導地位，直到納奈王（King Narai）登基。他建造新的宮殿並在此統率全國。
在納奈王後，羅渦城邦再度逐漸荒廢，直到十九世紀的孟固王（King Mongkut）才將其重新作為王城規建。
20世紀中葉，泰國首相鑾披汶·頌堪元帥（Phibul Songkhram）將華富里作為軍事要地，他對該城市作出的貢獻有很多保存至今。

## 素可泰王国
到13世紀時吳哥開始沒落，西方的緬甸蒲甘王朝又被蒙古人入侵，泰傣民族勢力開始崛起，建立了北方的蘭納王國與南方的素可泰王國。蘭納於13世紀中由傣族的孟萊王建立，以清邁為中心。清邁地區後來一直與暹羅其他地區有別。南方的素可泰王国於1240年代開始擴張，被視為泰國歷史時代第一個泰民族國家。素可泰驅逐吳哥，融合吳哥的孟族與高棉族，並且創造泰文。

## 蘭納王國
蘭納（蘭納語： 發音：[ʔaː.naː.tɕǎk.láːn.naː]，皇家轉寫：Anachak Lan Na 發音：[ʔāːnāːt͡ɕàk láːn nāː]），是泰国歷史上的一個曾經控制泰北地區的王國。其國名在蘭納語中意思是「百萬（畝）稻地」。中国元代称之为八百媳妇国，明代称为八百，又有八百大甸、小甸之区别，清代常称之为景迈、整迈。
1292年，傣阮族人庸那伽国王孟萊王（พญาเม็งราย，Phaya Mengrai）于清迈城建立。1558年，为缅甸东吁王朝所征服。此後，蘭納成為緬甸與暹羅軍隊爭奪的國家。1774年，暹罗又从缅甸手中夺取清迈，由南邦王子Kawila管理其地。之後緬甸曾三度入侵清邁，但都失敗。1802年，Kawila被冊封為清邁國王，蘭納成為暹羅的附庸國清邁王國。1892年，暹罗正式将清迈并入版图。

## 阿瑜陀耶王国
14世纪中叶，泰國華人拉瑪鐵菩提王在更南方的阿瑜陀耶（又譯阿育陀耶、大城）建立阿瑜陀耶王国（大城王国），結合了傣族的軍力，孟族與高棉族的行政，以及華人的商業。15世紀時阿瑜陀耶王國取代北方的素可泰王國，與蘭納王國相鄰，滅吳哥王國，並且在國內建立完整的制度，發展稻米耕作，與中國通商，國勢繁榮。阿瑜陀耶王國在1564年到1584年間向緬甸東固王朝稱藩，其後恢復獨立，在17至18世紀時是東南亞強國，與歐洲國家通商。1767年阿瑜陀耶王國被緬甸貢榜王朝所滅。泰文化受到中国文化和印度文化的影响很大。

## 吞武里王朝

吞武里王朝

1767年，緬甸侵略暹羅，滅大城王朝。鄭昭在東南沿海一帶組織了一支軍隊，反抗緬甸的統治。不久，清缅战争爆发，缅甸在大城的大部分驻军被迫回国抵抗清军，郑昭趁机收復了大城。然而，大城因戰爭殘破不堪，鄭昭沒有將都城定在那裡，而是建立在了吞武里。
鄭昭在位期間消滅了各地割據勢力，又擊退緬甸的再次進攻，收復了清邁等地。他還征服了兰纳、万象、瑯勃拉邦、占巴塞，并同越南的阮主争夺真腊（今柬埔寨）。此外，泰国的教育和宗教学习得到了推进，并积极同中国、英国与荷兰展开贸易活动。

## 却克里王朝
后来鄭昭的部下卻克里殺鄭昭 ，自立為拉玛一世，建都曼谷，史称却克里王朝（曼谷王朝），是从1782年起延续至今的泰国王室。王朝的名字源于开国君主昭丕耶却克里（拉玛一世）的名字。此外 ，因却克里王朝的建立者拉玛一世曾被吞武里王朝的郑昭大帝封为王子（义子），故曼谷王朝的王室成员都以郑为王族中文姓氏，该王朝的君主在1932年前是拥有专制权力的统治者。1932年，泰国变成了一个君主立宪制的国家，此后历代国王都只是国家的象征性元首。

## 近代
16世紀初，歐洲列强来到泰國。直至19世紀末，英法兩國已經分別在暹羅東西兩邊建立英屬印度和法屬印度支那殖民地。1896年，英法簽訂《關於暹羅等地的宣言》，將暹羅列為兩個殖民地之間的「緩衝國」，其後英法於1904年劃定勢力範圍：昭披耶河以東為法國勢力範圍，以西為英國勢力範圍。雖然暹羅靠著巧思保持中立，沒有成為列強殖民地，但仍然受到英法的諸多壓制。
曼谷王朝的拉瑪四世（1851年至1868年在位）開始開放政策。1854年拉瑪四世與英國簽訂《鮑寧條約》，對外國開放，並開始國內的改革。至拉瑪五世（朱拉隆功大帝，1868年至1910年在位）借鑒西方國家經驗，進行了一系列改革來適應殖民國家對暹羅施加的壓力。他廢奴隸制，建設新式交通建設，新式學校與派遣學生留學歐美，並且以外交牽制外國勢力，「聯英制法，聯俄制英」。1930年代的大蕭條導致1932年6月發生不流血革命，當時是拉瑪七世在位。暹羅成为君主立宪制国家。1930年代後半期暹羅民族主義高漲，華人與暹羅人關係緊張。1939年，銮披汶·颂堪把“暹罗”改名泰國。

### 第二次世界大戰
在第二次世界大战時，泰国倾向大日本帝國，和日本同盟後，成為軸心國的成員，亦為日本在亞洲唯一的盟友 (其它均為傀儡政權，如滿洲国)。1941年12月7日，日本發動太平洋戰爭，日本和泰國簽訂《日泰同盟條約》。1942年1月25日，泰國向英美宣戰，日本在佔領英屬緬甸及英屬馬來亞將部份在緬甸和馬來亞半島的佔領地割讓給泰國。1945年8月15日，日本被迫宣布「無條件投降」，泰國隨即在翌日宣佈：「泰國1942年1月25日對英美宣戰宣言無效。」此「宣戰無效」宣言被同盟國承認。但泰國仍然要支付少許賠款。泰國亦成為了最後一個停戰的軸心國成員。
第二次世界大戰後，泰國成為美國的主要軍事盟國，在經濟上軍事皆有親密關係，在越南戰爭期間，美國空軍曾在泰國境內駐紮大量機隊與人員。在東南亞地區，泰國亦是一個舉足輕重的國家，該國是東南亞國家聯盟始創國之一，亦在東南亞區內事務有積極的參予。在政治上，泰國長期由軍政府統治，直至1991年泰国军事政变後，泰國由軍人政府過渡至文人政府。

## 二十一世紀
2001年2月9日，他信·欽那瓦成為新任泰國總理，泰國在他的領導下走出金融危機，走向穩定的局面，後他完成4年任期，於2005年成功連任。然而他所領導的政府深陷貪污醜聞之中，使得專權的軍方有機可趁，再度導致國家陷入兩方拉鋸的不穩定局面。

### 2006年軍事政變
2006年是泰王拉瑪九世登基60週年，他信執政超過五年，政局步上分化，反對派指責他信貪污，上街要求他下台，他信被迫提前大選，由於4月2日的议会选举遭到三大反对党的联合抵制，造成严重的政治危机。4月5日，泰国看守内阁总理他信·欽那瓦在内阁特别会议上指派副总理奇猜·万那沙提暂时行使看守内阁总理职责。5月8日，泰国宪法法院裁定，泰国选举委员会在国会下议院选举中“有违法和违宪行为”，因此选举结果无效，应重新举行国会下议院选举。9月19日，军方发动政变，解散他信内阁，由国家管理改革委员会接管国家政权。9月22日，陆军司令颂提·汶雅叻格林出任管理改革委员会主席。10月1日，管理改革委员会颁布临时宪法并立即生效，管理改革委员会更名为泰国国家安全委员会。10月9日，以素拉育·朱拉暖为临时总理的临时内阁宣誓就职。10月20日，临时立法机构泰国国民立法大会成立。
2007年8月19日，就宪法草案举行全民公决，草案通过公决。12月的大選，親他信的人民力量黨贏得大選，再次執政。

### 2008年政治危機
總理沙麥·順達衞違反憲法，2008年9月9日遭解除職位，9月17日，下議院選出前法官頌猜為總理，但頌猜於12月2日被裁定選舉舞弊而被迫下台。
據報道，泰國的政變有時或與王室及支持王室的勢力有關；國王為保持平衡，指示政爭須有限度。2008年的政治危機中，穿着黃衫、包圍機場的人被指為王室支持者；運動起源於國王懼怕他信進一步擴張影響力。總理頌猜代表民選政府命令警察進入機場驅逐黃衫人，但軍警都只忠於國王而不願行動。[12]
政變後，泰國通過2007年憲法，規定由軍隊控制的選舉委員會指定參議院160席中的84席，其餘議席中的絕大部分也由各地的選舉委員會指定；並且通過法院限制原泰愛泰黨議員參選而控制住眾議院，進而控制政府官員的選擇。由於軍隊是忠於泰國王室，因此，通過政變，泰國王室重新控制及主導泰國的軍政大權。在野民主黨上台，親他信的為泰黨成為在野黨。

### 2010年反政府示威
2010年泰國反政府示威，發生在2010年3月12日至5月19日期間，反獨裁民主聯盟領導的一系列示威活動。示威反對民主黨領導的聯合政府，要求其下台，提前大選。
2011年7月3日，親他信的為泰黨贏得大選，再次執政。

### 2014年軍事政變
2013年泰國反政府抗議活動泰國在野黨民主黨（Democrat Party）10月30日宣布，31日將在曼谷的訕甚（Sam Sen）鐵路一帶發動反特赦案集會。抗議人士認為，特赦案目的是要替因貪污遭定罪的前總理他信·西那瓦漂白，讓他能夠結束自我流亡，返回泰國。11月11日參議院以壓倒性票數駁回特赦法案，但示威人潮並未減退。同年12月9日，總理英祿·西那瓦宣布解散國會，提前於2014年2月2日舉行大選，但反對派不買帳，繼續示威抗議，要求英祿·西那瓦下台，組成人民議會。
2014年5月20日，泰國軍方宣布實施戒嚴法。泰國陸軍總司令巴育宣布接掌政權，巴育與資深軍方官員一同在全國轉播的節目上，宣布接掌政權，並稱此舉是為了恢復和平，這是泰國自1932年以來，軍方第12次發動政變。

## 维持会解散
2017年4月6日，全国维持和平与秩序委员会起草的新宪法被公布，取代《2014年臨時憲法》。 2017年宪法的暂时规定规定，根据本宪法在第一次大选后成立的内阁成立后，全国维持和平与秩序委员会将结束使命，但在此之前，全国维持和平与秩序委员会保留了2014年宪法规定的全部权力。 这些规定还规定了所有行动以及全国维持和平与秩序委员会的公告和命令。
议会选举根据2017年宪法于2019年3月24日举行。2019年7月16日，全国维持和平与秩序委员会随着新内阁的宣誓就职解散。

## 參閱
- 泰國
- 東南亞歷史